# Black Coffee (Beth Hart e Joe Bonamassa)
Black Coffee è un album in studio di cover dei musicisti statunitensi Beth Hart e Joe Bonamassa, pubblicato nel 2018.

## Tracce
1. Give It Everything You Got – 4:38 (Edgar Winter, Jerry LaCroix) – Edgar Winter
2. Damn Your Eyes – 4:34 (Barbara Wyrick, Stephen Bogard) – Etta James
3. Black Coffee – 4:16 (Ike Turner, Tina Turner) – Ike & Tina Turner
4. Lullaby of the Leaves – 5:44 (Bernice Petkere, Joseph Young) – Connee Boswell
5. Why Don't You Do Right – 4:35 (Kansas Joe McCoy) – Lil Green
6. Saved – 3:51 (Jerry Leiber, Mike Stoller) – LaVern Baker
7. Sitting on Top of the World – 3:58 (Walter Vinson, Lonnie Chatmon) – Mississippi Sheiks
8. Joy – 4:23 (Lucinda Williams) – Lucinda Williams
9. Soul on Fire – 5:02 (Ahmet Ertegün, Gerald Wexler, LaVern Baker) – LaVern Baker with Orchestra
10. Addicted – 3:40 (Eva Engel, Klaus Waldeck) – Waldeck

Tracce Bonus Edizione Deluxe
1. Come Rain or Come Shine – 5:05 (Harold Arlen, Johnny Mercer) – Broadway cast of St. Louis Woman